# 僕の宝物
『僕の宝物』（ぼくのたからもの）は、声優の國府田マリ子の2枚目のミニアルバムである。品番はPOCE-3320。

## 解説
- 前作「ビタミンぱんちっ!」以来、4年ぶりのアルバムである。また前澤ヒデノリが約10年振りに書き下ろし曲を提供している。

## 収録曲
1. キミ、想フ。
作詞：國府田マリ子、作曲：前澤ヒデノリ、編曲：飯塚翔琉
2. ぶーちゃんぶぶぶ
作詞：國府田マリ子、作曲・編曲：飯塚翔琉
3. ワガママ。
作詞：國府田マリ子、作曲：前澤ヒデノリ、編曲：飯塚翔琉
4. 花色DIARY
作詞：國府田マリ子、作曲・編曲：前澤ヒデノリ
5. ブリキのおもちゃ
作詞：國府田マリ子、作曲・編曲：飯塚翔琉
6. キミノツバサ
作詞：國府田マリ子、作曲・編曲：飯塚翔琉
7. さよならが言えない
作詞：宮島律子・國府田マリ子、作曲：宮島律子、編曲：飯塚翔琉
8. 僕の宝物
作詞：國府田マリ子、作曲：前澤ヒデノリ、編曲：飯塚翔琉